# 1810 aux États-Unis
Pour des articles plus généraux, voir Chronologie des États-Unis et 1810.
Chronologie des États-Unis
- 1806
- 1807
- 1808
- 1809
- 1810
- 1811
- 1812
- 1813
- 1814

Cette page concerne des événements d'actualité qui se sont produits durant l'année 1810 du calendrier grégorien aux États-Unis.

## Gouvernement
- Président : James Madison (Républicain-Démocrate)
- Vice-président : George Clinton (Républicain-Démocrate)
- Secrétaire d'État : Robert Smith
- Chambre des représentants - président :  Joseph Bradley Varnum (Républicain-Démocrate)

## Événements

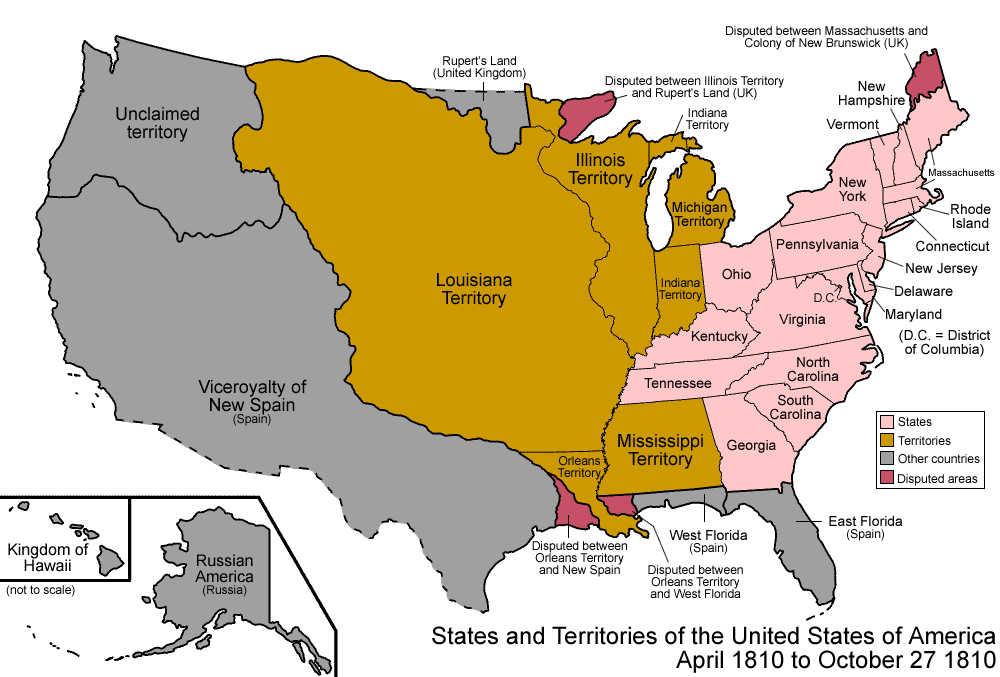
Avril 1810 - 27 octobre 1810

- Avril : l'archipel d'Hawaii est unifié et devient le royaume d'Hawaii[1].
- 1er mai, origine de la Guerre de 1812 : après les lois sur l'embargo du 22 décembre 1807, puis la loi de Non-Rapports (Non-Intercourse Act) du 1er mars 1809, le congrès vote la Macon's Bill Number 2 qui a pour intention d'inciter la Grande-Bretagne et la France de cesser les saisis de navires américains pendant les guerres napoléoniennes. Cette loi lève tous les embargos avec la Grande-Bretagne ou la France. Si l'un ou l'autre des deux pays arrête ses attaques sur les navires américains, les États-Unis cesseront le commerce avec l'autre, à moins que ce pays ait également reconnu le droit de neutralité des bateaux américains. Napoléon voit immédiatement une chance d'exploiter cette loi afin de promouvoir son blocus continental. Un message est envoyé aux États-Unis, énonçant les droits de neutralité des navires marchands américains. James Madison, opposé à cette loi, accepte l'offre de Napoléon à contrecœur. Cependant, Napoléon n'a aucune intention de respecter sa promesse, et James Madison le réalise bientôt et ignore la promesse française. Malgré tout, les Anglais sont fortement offensés par cet accord franco-américain et menacent de riposte. Ce qui fut un pas supplémentaire vers la guerre anglo-américaine de 1812.
- 23 juin : la Pacific Fur Company est fondée par John Jacob Astor.
- 3 juillet : Napoléon suspend l’application du régime du blocus continental en faveur des Américains, tandis que les Britanniques maintiennent intégralement leur système, malgré les demandes américaines, ce qui provoque un ralentissement des échanges dès l’été, puis une tension diplomatique entre le Royaume-Uni et les États-Unis (guerre en 1812).
- Août : Tecumseh rencontre William Henry Harrison à Vincennes (Indiana) où il demande l'annulation du Second traité de Fort Wayne du 30 septembre 1809 sous peine de s'allier aux Britanniques, ce qu'il fera. (Voir : Bataille de Tippecanoe)
- 6 août : le troisième recensement tient place. Le recensement estime la population des États-Unis à 7 239 881 habitants dont 1 191 362 esclaves[2].

|                                  | 1790      | 1800      | 1810      |
| -------------------------------- | --------- | --------- | --------- |
| Population totale des États-Unis | 3 929 326 | 5 308 483 | 7 239 881 |
| Esclaves aux États-Unis          | 697 681   | 893 602   | 1 191 362 |

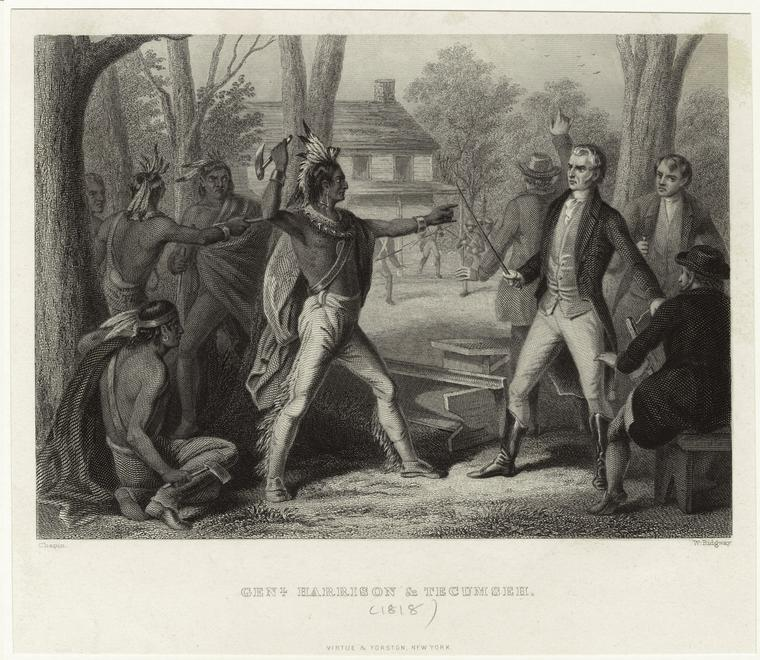
août : Tecumseh rencontre William Henry Harrison

- 10 août : massacre des Chutes d'Ywahoo, (comté de McCreary, Kentucky) : des colons américains massacrent des femmes et des enfants Cherokees.

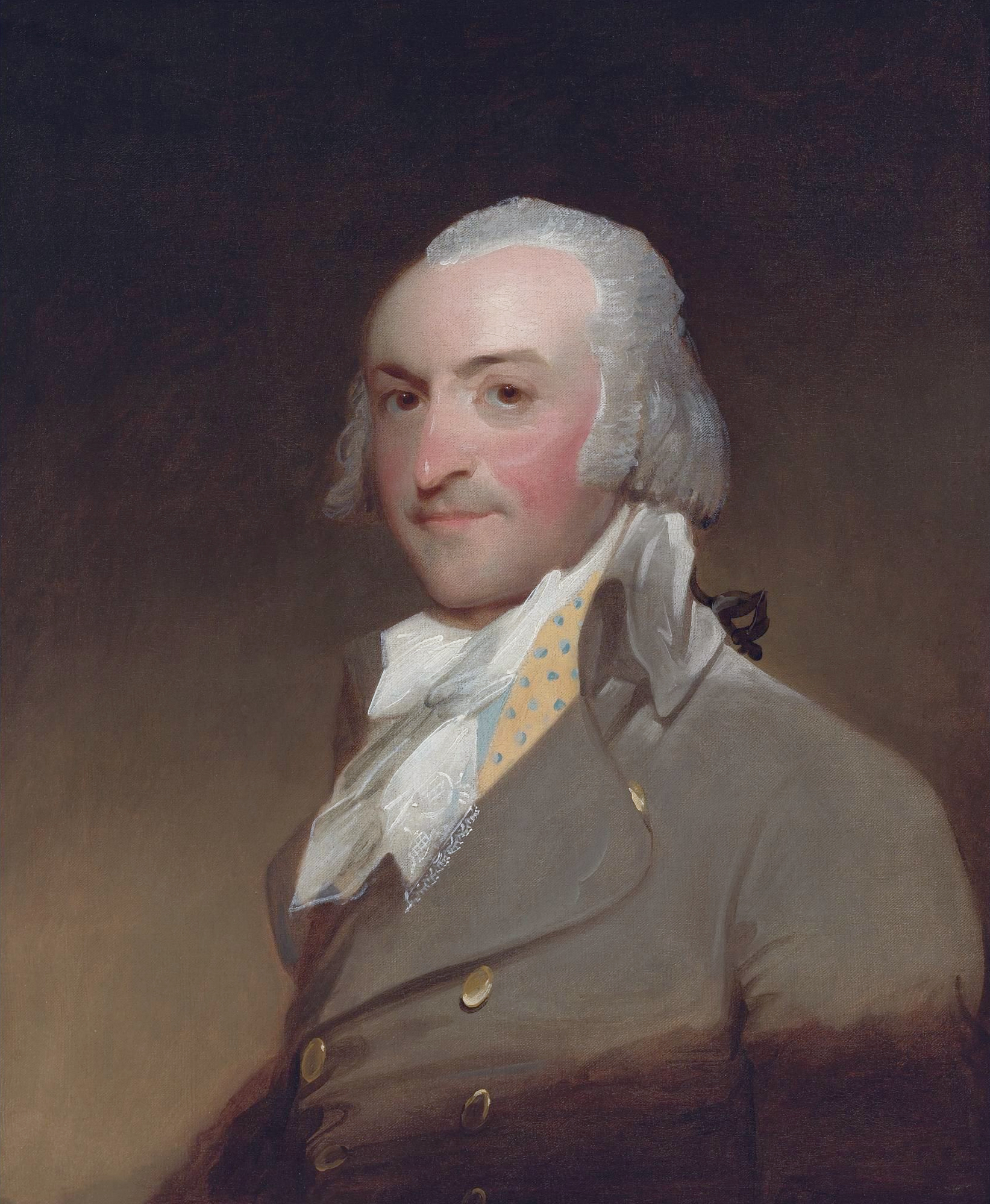
John Jacob Astor

- 8 septembre : expédition Astor. Du port de New York, John Jacob Astor et 33 de ses hommes, prennent les voiles à bord du Tonquin, un navire marchand américain, vers l'estuaire du fleuve Columbia, sur la côte ouest. Ils passeront par le sud du Cap Horn et Hawaï. Ils arriveront le 24 mars 1811. John Jacob Astor établira la Pacific Fur Company nouvellement fondée à Astoria.
- 23 septembre : déclaration d'indépendance de la république de Floride occidentale de l'Espagne. La république de Floride occidentale sera dissoute le 27 octobre.

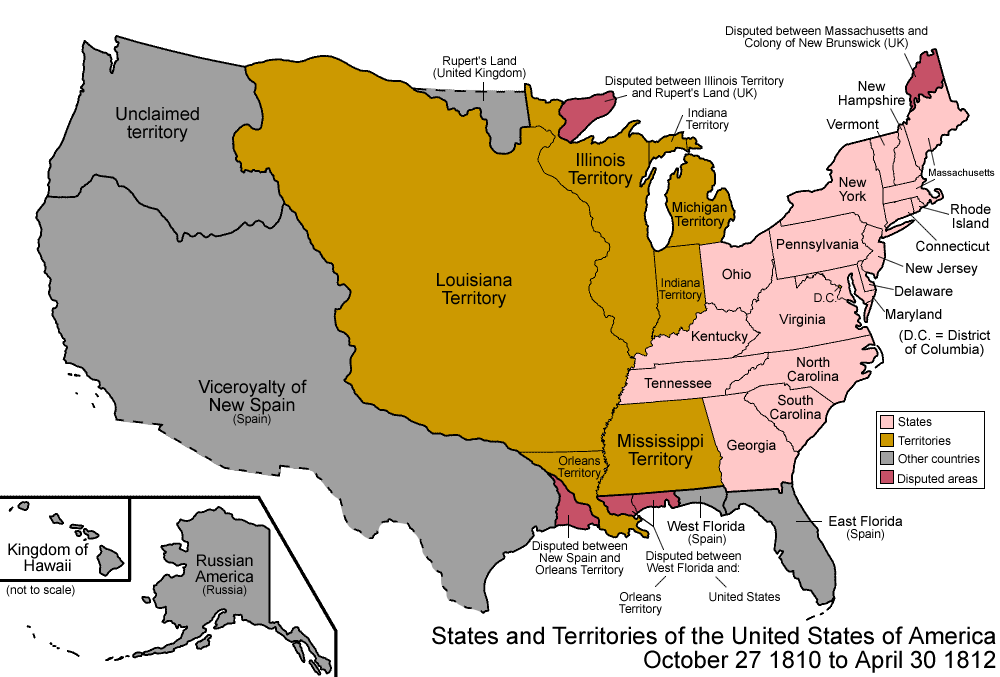
27 octobre 1810 - 30 avril 1812

- 27 octobre : par proclamation du président James Madison, les États-Unis annexent les districts de Bâton-Rouge et de Mobile, en Floride occidentale, déclarant qu'ils font partie de la vente de la Louisiane. Ces districts avaient déclaré leur indépendance de l’Espagne, 90 jours plus tôt, pour former la république de Floride occidentale[3].
- Trente mille Noirs (1/4 de la population noire) sont encore esclaves dans les États du Nord. Ils ne seront plus qu’un millier en 1840.
- Le premier bateau à vapeur navigue sur l'Ohio.

## Naissances
- 12 juin : David Levy Yulee, (décède le 10 octobre 1886), est un politicien américain et le premier membre du Sénat des États-Unis à avoir été juif pratiquant.

#### Articles généraux
- Histoire des États-Unis de 1776 à 1865
- Évolution territoriale des États-Unis

#### Articles sur l'année 1810 aux États-Unis
- République de Floride-Occidentale